# 49 Pales
Pales /ˈpeɪliːz/ (định danh hành tinh vi hình: 49 Pales) là một tiểu hành tinh lớn và tối ở vành đai chính. Tiểu hành tinh này do nhà thiên văn học người Pháp gốc Đức Hermann M. S. Goldschmidt phát hiện ngày 19 tháng 9 năm 1857 từ ban công của ông ở Paris và được đặt theo tên Pales, nữ thần chăn cừu trong thần thoại La Mã.